# 5689 Рьон
5689 Рьон (5689 Rhön) — астероїд головного поясу, відкритий 9 вересня 1991 року.
Тіссеранів параметр щодо Юпітера — 3,329.